# Strach a hnus v Las Vegas
Strach a hnus v Las Vegas (v anglickém originále Fear and Loathing in Las Vegas) je kniha amerického spisovatele a novináře Huntera S. Thompsona, původně vydaná časopisem Rolling Stone v listopadu 1971. Jako kniha vyšla až v červenci 1972 v nakladatelství Random House. Česky knihu poprvé vydalo v roce 1995 nakladatelství Volvox Globator v překladu Zbyňka Ryby, roku 2020 pak kniha vyšla v edici Kontrast Vintage ve zrevidovaném překladu a s ilustracemi Ralpha Steadmana, které doplňovaly již původní americké vydání knihy. První české vydání vyšlo pod názvem Strach a svrab v Las Vegas, nové již jako Strach a hnus v Las Vegas. Režisér Terry Gilliam natočil filmovou adaptaci knihy s Johnnym Deppem a Benicim del Torem v hlavních rolích. Jde o autobiografický román, popisující pobyt Raoula Dukea (Thompson) a jeho právníka Dr. Gonza (Oscar Zeta Acosta) v Las Vegas. Duke tam jako novinář přijíždí na závod motocyklů a ve druhé části se účastní protidrogové konference. Obě hlavní postavy celou dobu užívají značné množství drog, včetně LSD, éteru, kokainu a meskalinu.